# Neoemdenia mirabilis
Neoemdenia mirabilis là một loài ruồi trong họ Tachinidae.